# Pakisan (Patean)
Pakisan is een bestuurslaag in het regentschap Kendal van de provincie Midden-Java, Indonesië. Pakisan telt 2070 inwoners (volkstelling 2010).